# بلدنوب (آرکانزاس)
بلدنوب (آرکانزاس) (به انگلیسی: Bald Knob, Arkansas) یک شهر در ایالات متحده آمریکا با جمعیت ۲٬۸۹۷ نفر است که در آرکانزاس واقع شده‌است.

## موقعیت جغرافیایی
موقعیت جغرافیایی شهرها و مناطق اطراف به شرح زیر است: